# Чень Хуейцзя
Чень Хуейцзя (5 квітня 1990) — китайська плавчиня.
Учасниця Олімпійських Ігор 2008 року.